# 萨斯奎哈纳号 (1850)
萨斯奎哈纳号（USS Susquehanna）风帆蒸汽战舰，是美国海军第一艘以美國東岸最長河流——萨斯奎哈纳河命名的战舰。该战舰1850年下水，是打开日本国门的黑船的成员之一。